# اداویسامپور، هاوری
اداویسامپور، هاوری (به انگلیسی: Adavisomapur, Haveri) در هند است که در کارناتاکا واقع شده‌است.